# Rosochacz
Rosochacz – część miasta Koziegłowy, dawniej wieś w Polsce położona w województwie śląskim, w powiecie myszkowskim, w gminie Koziegłowy.
1 stycznia z części Rosochacza utworzono nową gromadę Wylągi.
Gromadę Rosochacz zniesiono 1 stycznia 1950 w związku z nadaniem gminie Koziegłowy statusu miasta, przez co Rosochacz stał się obszarem miejskim i zarazem integralną częścią Koziegłów.